# 市之坪町 (前橋市)
市之坪町（いちのつぼまち）は、群馬県前橋市の旧町名である。
現在の南町四丁目の一部にあたる。1966年（昭和41年）の住居表示の実施により、南町四丁目の一部となった。

## 地理
前橋市の中部に位置していた。

## 歴史
江戸時代頃からある地名であり、前橋藩領だった。
1967年（昭和42年）の住居表示の実施に伴う町名変更により、南町四丁目の一部となり消滅した。

### 年表
- 1889年 市之坪村は六供村、上佐鳥村、朝倉村、後閑村、宮地村、下佐鳥村、橳島村と紅雲分村、宗甫分村、前代田村、天川原村の各一部と合併し東群馬郡上川淵村が成立する。
- 1901年 上川淵村の大字から前橋市の大字となる。
- 1951年 前橋市の大字から前橋市の町名となったため前橋市市之坪町となる。
- 1967年 住居表示の実施に伴う町名変更により、全域が南町四丁目の一部となり消滅。